# Batracomorphus charybdis
Batracomorphus charybdis är en insektsart som beskrevs av Knight 1983. Batracomorphus charybdis ingår i släktet Batracomorphus och familjen dvärgstritar. Inga underarter finns listade i Catalogue of Life.